# Bundesrat (Deutschland)
Der Bundesrat (Abkürzung BR) ist ein Verfassungsorgan der Bundesrepublik Deutschland. Jedes Land ist durch Mitglieder seiner Landesregierung im Bundesrat vertreten, nach Bevölkerung zwischen 3 und 6 Personen, insgesamt 69 Personen. Es ist keine zweite Kammer des Parlaments, die gleichberechtigt über Gesetze entscheidet, wie z. B. in den USA oder der Schweiz. Nach Art. 50 GG gibt es Gesetze, denen der Bundesrat zustimmen muss, bei anderen darf er Einspruch erheben, der Bundestag kann jedoch überstimmen. Verordnungen der Regierung, die Bundesländer betreffen, darf er zustimmen oder ablehnen. EU-Institutionen darf der Bundesrat direkt kontaktieren, bei EU-Entscheidungen darf der Bundesrat mitwirken, der Artikel im Grundgesetz legt das jedoch nicht fest, Details sind im EUZBLG und im IntVG geregelt. Der Bundesrat kann Mitglieder der Bundesregierung befragen und Anhörungen verlangen.
Trotz der vielen Einschränkungen ist der Bundesrat ein Ausdruck des Föderalismus und führt eine deutsche Verfassungstradition aus der Kaiser- und Fürstenzeit bzw. dem Deutschen Reich fort. Staatsrechtlich lässt sich der Bundesrat weder der Gesetzgebung, noch der Verwaltung zuordnen, ist in beidem eingebunden und daher ein Organ sui generis. Die Mitglieder sind weisungsgebunden, nicht gewählt, sondern werden von den Ländern üblicherweise nach Regierungswechsel entsendet.
Nur selten haben die Parteien, die im Bundestag eine Koalition bilden und die Bundesregierung stellen, gemeinsam auch eine Mehrheit im Bundesrat. So müssen weitere Parteien für zustimmungspflichtige Gesetze gewonnen werden. In den ersten Jahrzehnten nach Gründung der Bundesrepublik stieg der Anteil dieser Gesetze, die der Zustimmung des Bundesrates bedurften, stark an und damit die Bedeutung einer Mehrheit im Bundesrat. Im Jahr 2006 und danach versuchte man in sogenannten Föderalismus-Reformen, die Zahl der zustimmungspflichtigen Gesetze zurückzudrängen, was aber nicht im erhofften Ausmaß eingetreten ist. Die Kompromissfähigkeit ist im Allgemeinen sehr hoch, sodass nur wenige Gesetze endgültig abgelehnt werden (Vermittlungsausschuss).

## Geschichte

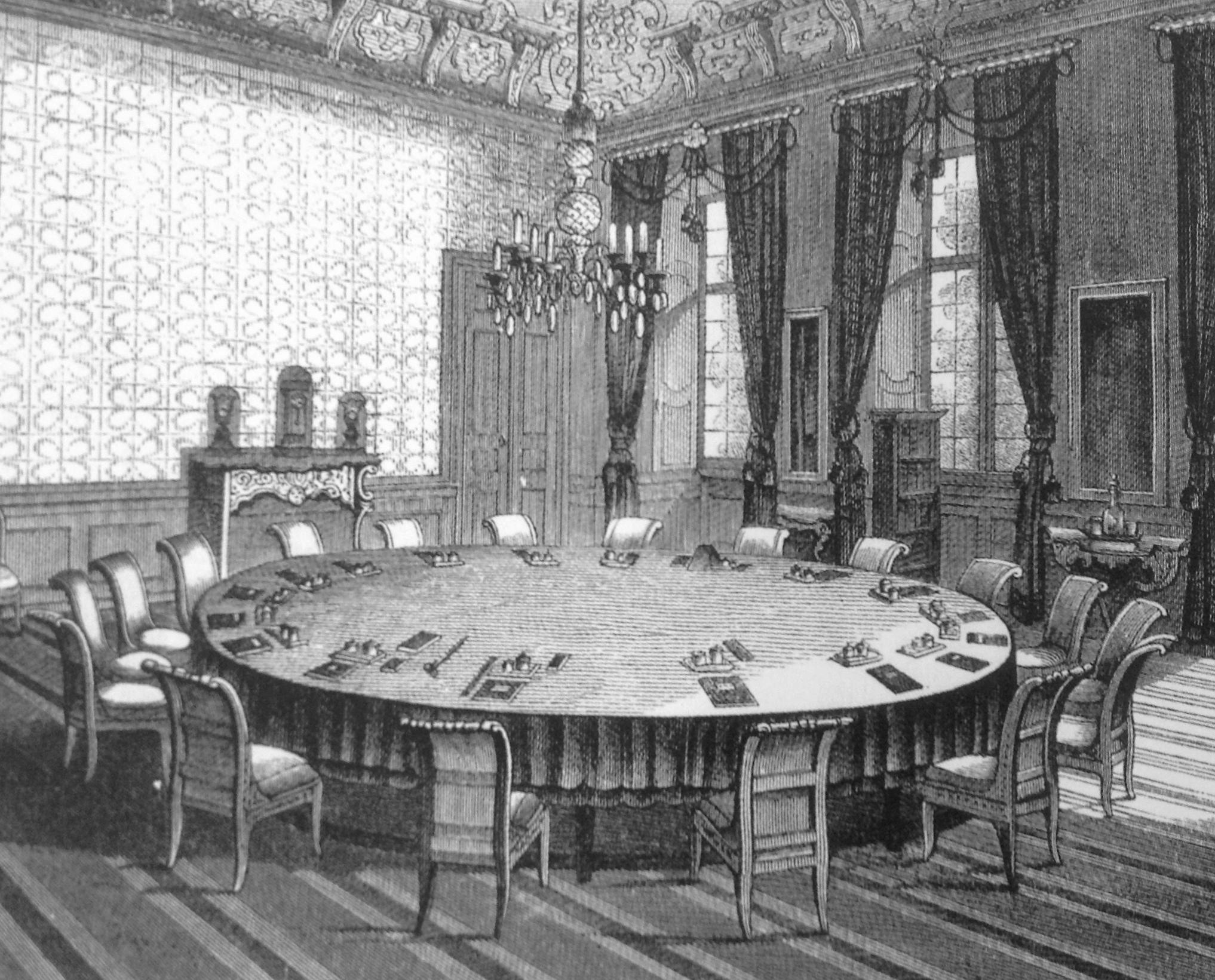
Sitzungssaal des Engeren Rats in der Bundesversammlung des Deutschen Bundes, vor 1866

Bereits in früheren Epochen des deutschen Bundesstaates und in den Staatenbünden davor gab es Organe, die die Gliedstaaten vertraten. Der erste Vorläufer des Bundesrates war der Reichstag des Heiligen Römischen Reiches. Dort hatten die Gliedstaaten bzw. die Fürsten, Bischöfe und Städte unterschiedliche Rechte, teilweise abhängig von ihrer aktuellen Bedeutung, teilweise von historischen Rechten.
Ein weiteres Vorbild war der Bundestag (die Bundesversammlung) des Deutschen Bundes von 1815 bis 1866. In ihm waren die Vertreter von etwa 40 deutschen Bundesgliedern versammelt. Die wichtigsten Beschlüsse bedurften der Einstimmigkeit. Ansonsten hatten die Staaten ein unterschiedliches Stimmgewicht und es gab Mehrheitsbeschlüsse.
Der Norddeutsche Bund von 1867 war ein neu gegründeter Bundesstaat, doch seine Verfassung ließ die Reformdebatten aus der vorherigen Epoche erkennen. Die Vertretung der Gliedstaaten hieß Bundesrath. Die Gliedstaaten entsandten laut Verfassung unterschiedlich viele Mitglieder in den Bundesrath, basierend auf ihrer alten Stärke im Bundestag vor 1866. Neben dem Bundesrath gab es einen direkt vom Volk gewählten Reichstag; ein Gesetz konnte nur realisiert werden, wenn diese beiden Organe zustimmten. Dieses politische System änderte sich auch nicht, nachdem der Norddeutsche Bund in Deutsches Reich umbenannt wurde (1870/71).
In der Weimarer Republik (1919–1933) brauchte man die Zustimmung des Reichsrats nur noch für manche Gesetze. Wohl aber konnte die Verfassung nur mit einer Zwei-Drittel-Mehrheit auch im Reichsrat geändert werden. Die Nationalsozialisten schafften den Reichsrat 1934 ab.
Die Bundesrepublik richtete 1949 einen Bundesrat mit etwas mehr Rechten ein. Wie in der Weimarer Republik ist die Zahl der Mitglieder nicht mehr verfassungsgemäß pro Land festgeschrieben; stattdessen erhalten die Länder eine unterschiedliche Zahl an Bundesratsmitgliedern abhängig von der Einwohnerzahl, die sich ändern kann. Im Jahr 1990 wurden die maximale Stimmenzahl für ein Land von fünf auf sechs erhöht.

## Funktionen
Das Grundgesetz formuliert den Auftrag des Bundesrates in Art. 50 und Art. 51 mit knappen Worten wie folgt: „Durch den Bundesrat wirken die Länder bei der Gesetzgebung und Verwaltung des Bundes und in Angelegenheiten der Europäischen Union mit.“ Die Länder, vertreten durch die Regierungen der Länder, handeln im Bundesrat und wirken auf diese Weise in den genannten Bereichen mit, wobei die Arten der Mitwirkung jeweils unterschiedlich ausgestaltet sind.
Der Parlamentarische Rat hatte für den Bundesrat zunächst auch den Namen Länderkammer diskutiert (als Gegensatz zur ebenfalls vorgeschlagenen Volkskammer als Bezeichnung für den Bundestag), dies wurde später jedoch wieder verworfen. Auch heute wird der Bundesrat gelegentlich als „zweite Kammer“ oder „Länderkammer“ bezeichnet. Er ist dennoch nach dem Grundgesetz ein eigenständiges Verfassungsorgan des Bundes und anders als in den meisten Ländern der Welt „nicht eine zweite Kammer eines einheitlichen Gesetzgebungsorgans, die gleichwertig mit der ‚ersten Kammer‘ entscheidend am Gesetzgebungsverfahren beteiligt wäre“.

### Gesetzgebung

Schema des Gesetzgebungsverfahrens

Der Bundesrat hat neben der Bundesregierung und dem Bundestag das Recht zur Gesetzesinitiative (Art. 76 GG). Beschließt er einen Gesetzentwurf, so wird dieser zunächst der Bundesregierung zugeleitet, die hierzu Stellung nehmen kann. Der Entwurf sowie die Stellungnahme sind dem Bundestag in der Regel innerhalb von sechs – in bestimmten Fällen innerhalb von drei bzw. neun – Wochen zuzuleiten (Art. 76 GG).
Gesetzentwürfe der Bundesregierung werden zunächst dem Bundesrat zugeleitet, der im ersten Durchgang hierzu Stellung nehmen kann. Auch hier gilt regelmäßig eine Frist von sechs (in besonderen Fällen drei oder neun) Wochen (Art. 76 GG). Die Bundesregierung kann zu der Stellungnahme des Bundesrates eine Gegenäußerung abgeben, bevor sie den Gesetzentwurf beim Deutschen Bundestag einbringt.
Die Beteiligung des Bundesrates im sogenannten zweiten Durchgang unterscheidet sich dahingehend, ob das vom Bundestag beschlossene Gesetz die Zustimmung des Bundesrates benötigt, um in Kraft treten zu können (Art. 77 GG). Ein solches Gesetz wird auch als „Zustimmungsgesetz“ oder „zustimmungsbedürftiges Gesetz“ bezeichnet. Bei allen übrigen Gesetzen kann der Bundesrat nach Durchführung eines Vermittlungsverfahrens (→ Vermittlungsausschuss) Einspruch einlegen. Diese Gesetze werden daher als „Einspruchsgesetze“ bezeichnet.
Die Zustimmungsbedürftigkeit ergibt sich aus dem Grundgesetz und betrifft drei Arten von Gesetzen:
- Gesetze zur Änderung der Verfassung (hier ist für die Zustimmung eine Zweidrittelmehrheit erforderlich, das sind derzeit mindestens 46 Stimmen),
- Gesetze mit Auswirkungen auf die Finanzen der Länder (z. B. Steuergesetze, die Auswirkungen auf die Einnahmen der Länder haben, oder Gesetze, die die Länder zu Ausgaben oder Sachleistungen verpflichten) und
- Gesetze mit Auswirkungen auf die Organisations- oder Verwaltungshoheit der Länder

Nach der vom Bundesverfassungsgericht bestätigten „Einheitsthese“ erstreckt sich die Zustimmungsbedürftigkeit immer auf das Gesetz in seiner Gesamtheit und nicht nur auf einzelne Vorschriften, die die Zustimmungsbedürftigkeit auslösen.
Von der Gründung der Bundesrepublik Deutschland bis zum Ende der 15. Legislaturperiode des Bundestages sind 3362 Zustimmungsgesetze (etwa 53 %) und 2973 Einspruchsgesetze in Kraft getreten. Der Anteil der zustimmungsbedürftigen Gesetze hat sich in der 16. Wahlperiode (2005–2009) auf 41,8 % und der 17. Wahlperiode (2009–2013) auf 38,3 % verringert, was mit der am 1. September 2006 in Kraft getretenen Föderalismusreform zusammenhängen dürfte.

#### Zustimmungsgesetze
Bei zustimmungsbedürftigen Gesetzen sieht das Grundgesetz für den Bundesrat drei Entscheidungsmöglichkeiten vor:
- Er stimmt dem Gesetz zu.
- Er verlangt die Einberufung des Vermittlungsausschusses.
- Er stimmt dem Gesetz nicht zu.

Kommt im Vermittlungsausschuss keine Einigung zustande („unechtes Ergebnis“) und stimmt der Bundesrat diesem unechten Ergebnis nicht zu oder entscheidet sich der Bundesrat ohne Vermittlungsausschuss zu einem „Nein“, so ist das Gesetz dann gescheitert, wenn weitere Anrufungen des Vermittlungsausschusses (durch die Bundesregierung oder den Deutschen Bundestag) zum selben Ergebnis, also zur Nichtzustimmung im Bundesrat, führen.
Der Vermittlungsausschuss kann also dreimal (durch Bundesrat, Deutschen Bundestag und Bundesregierung) einberufen werden und hat seine Entscheidungen „in angemessener Frist“ zu fassen.
Zustimmungserforderliche Gesetze sind ausdrücklich im Grundgesetz genannt – beispielsweise die Finanzhilfen nach 104b. Bei der formellen Verfassungsmäßigkeit ist eine Prüfung der Voraussetzungen nicht erforderlich. Die reine Gesetzgebungskompetenz ist notwendig.

#### Einspruchsgesetze
Bei Gesetzen, die zu ihrem Inkrafttreten nicht die Zustimmung des Bundesrates benötigen, hat der Bundesrat weniger Einfluss, da sein Votum vom Bundestag überstimmt werden kann. Ist er mit dem Gesetz nicht einverstanden, kann er zunächst den Vermittlungsausschuss einberufen und versuchen, hier eine Einigung mit dem Bundestag zu erzielen. Schlägt der Vermittlungsausschuss Änderungen vor, müssen diese zunächst vom Bundestag beschlossen werden, bevor der Bundesrat abschließend entscheidet, ob er gegen das nunmehr geänderte Gesetz Einspruch einlegt oder nicht. Macht der Vermittlungsausschuss keine Änderungsvorschläge oder kommt eine Einigung nicht zustande, entscheidet der Bundesrat ohne erneute Beteiligung des Bundestages über einen Einspruch gegen den noch unveränderten Gesetzesbeschluss.
Über einen Einspruch muss der Bundesrat innerhalb von zwei Wochen beschließen, wobei die Frist mit dem Eingang des Änderungsbeschlusses des Bundestages oder mit der Mitteilung des Vorsitzenden des Vermittlungsausschusses über das Ergebnis des Vermittlungsverfahrens beginnt.
Ein Einspruch des Bundesrates kann vom Deutschen Bundestag überstimmt werden. Beschließt der Bundesrat den Einspruch mit absoluter Mehrheit (insgesamt hat der Bundesrat 69 Stimmen, absolute Mehrheit = 35 Stimmen, Zweidrittelmehrheit = 46), kann der Einspruch nur mit der absoluten Mehrheit im Bundestag (Mehrheit der Mitglieder = Kanzlermehrheit) abgewiesen werden. Legt der Bundesrat den Einspruch mit einer Zwei-Drittel-Mehrheit ein, müssen für die Zurückweisung des Einspruchs im Bundestag zwei Drittel der abgegebenen Stimmen zusammenkommen, mindestens jedoch die Stimmen der Hälfte aller Mitglieder. Weist der Bundestag den Einspruch nicht zurück, ist das Gesetz gescheitert.

### Verordnungen und Verwaltungsvorschriften
Unterhalb der Ebene eines Bundesgesetzes gibt es Rechtsverordnungen des Bundes, die je nach Verordnungsermächtigung der Zustimmung des Bundesrates – gegebenenfalls auch des Deutschen Bundestages – bedürfen. Diese Verordnungen werden in der Regel durch einen Bundesminister erlassen.
Die Zustimmung des Bundesrates zu Bundesverordnungen ist nach Art. 80 Abs. 2 des Grundgesetzes der Fall,
- wenn die Ermächtigung zum Erlass der Verordnung in einem Zustimmungsgesetz, also einem Gesetz, das die Zustimmung des Bundesrates bedarf, ergangen ist;
- wenn die Verordnung von den Ländern als eigene Angelegenheit oder im Auftrag des Bundes ausgeführt wird, was aufgrund des Art. 83 und des Art. 85 der Fall ist;
- bei bestimmten Verordnungen auf dem Gebiet des Postwesens, der Telekommunikation und des Eisenbahnwesens.

Wird dem Bundesrat ein Verordnungsentwurf zugeleitet, so kann er diesem zustimmen, nach „Maßgaben von Änderungen“ zustimmen, nicht zustimmen oder die Beratung vertagen.
Der Bundesrat kann auch Entwürfe für Rechtsverordnungen des Bundes beschließen, die seiner eigenen Zustimmung bedürfen. Beschlüsse zu eigenen Rechtverordnungsentwürfen werden anschließend der Bundesregierung übergeben.
Auch für Allgemeine Verwaltungsvorschriften ist in der Regel eine Zustimmung des Bundesrates erforderlich. Dies sind behördeninterne Rechtsvorschriften, die weitere Definitionen und Modalitäten zur einheitlichen Rechtsanwendung enthalten. Verwaltungsvorschriften entfalten keine unmittelbare Rechtswirkung und sind dann zustimmungsbedürftig, wenn die Länder Bundesgesetze als eigene Angelegenheit oder im Auftrag des Bundes ausführen.

### Europäische Union
Mit dem weiteren Zusammenwachsen Europas werden mehr und mehr staatliche Kompetenzen auf die Europäische Union übertragen. In viele Lebensbereiche kann die EU unmittelbar oder mittelbar durch den Erlass von Vorschriften eingreifen. Ganz ähnlich wie die Länder bei innerstaatlichen Maßnahmen ein Mitspracherecht bei der Gesetzgebung des Bundes haben, werden bei Maßnahmen der EU die Regierungen der einzelnen Mitgliedstaaten beteiligt. Nach Art. 23 Abs. 4 des Grundgesetzes ist in diesen Fällen der Bundesrat an der Willensbildung des Bundes zu beteiligen, soweit er an einer entsprechenden innerstaatlichen Maßnahme mitzuwirken hätte oder soweit die Länder innerstaatlich zuständig wären.
Soll in der EU also ein Rechtsgebiet geregelt werden, bei dem die Länder auf nationaler Ebene ein Mitspracherecht hätten, so ist der Bundesrat in Korrespondenz mit dem Grad seines innerstaatlichen Mitspracherechts auch auf europäischer Ebene zu beteiligen. Dies kann so weit gehen, dass der Bundesrat den deutschen Vertreter im Rat der Europäischen Union bestimmt; hierbei ist nur die Beteiligung und die Abstimmung mit der Bundesregierung vorgesehen und die Wahrung gesamtstaatlicher Interessen zu sichern.
Art. 52 des Grundgesetzes ermöglicht es dem Bundesrat seit 1992, eine Europakammer einzurichten, deren Beschlüsse in EU-Angelegenheiten als Beschlüsse des Bundesrates gelten. Jedes Land entsendet ein Mitglied oder ein stellvertretendes Mitglied des Bundesrates in die Europakammer. Die Stimmenanzahl eines Landes in der Europakammer ist identisch mit derjenigen im Plenum des Bundesrates. Die Europakammer kann auch im Wege einer schriftlichen Umfrage entscheiden. Da der Bundesrat im Drei-Wochen-Rhythmus zusammentritt, gab es kaum so dringliche Fälle, dass die Europakammer zwischenzeitlich einberufen werden musste.

### Ausnahmefälle
In bestimmten verfassungsrechtlichen Ausnahmesituationen hat der Bundesrat weitere Aufgaben, Befugnisse und Rechte, die nur sporadisch anfallen und daher nur selten oder bislang noch nicht zur Anwendung gekommen sind.

#### Verteidigungsfall
Der Bund hat auf der Grundlage der Notstandsgesetze im Verteidigungsfall das Recht der konkurrierenden Gesetzgebung auch für die Gebiete, die zur Gesetzgebungszuständigkeit der Länder gehören. Entsprechende Gesetze bedürfen der Zustimmung des Bundesrates. Das Gesetzgebungsverfahren kann mittels einer gemeinsamen Beratung eines Gesetzentwurfes durch Bundestag und Bundesrat beschleunigt werden.
Wahlperioden der Länderparlamente (und damit die Amtszeiten der Landesregierung) enden frühestens sechs Monate nach dem Ende des Verteidigungsfalls.
Ist der Bundestag im Verteidigungsfall nicht handlungsfähig, so tritt an seine Stelle der Gemeinsame Ausschuss. Dieser besteht zu zwei Dritteln aus Abgeordneten des Bundestages und zu einem Drittel aus Mitgliedern des Bundesrates. Jedes Land entsendet ein Mitglied des Bundesrates, das – anders als bei der Mitwirkung an der Gesetzgebung und der Verwaltung des Bundes sowie in Angelegenheiten der Europäischen Union – an Weisungen nicht gebunden ist. Dem gemeinsamen Ausschuss gehören neben den 16 Mitgliedern des Bundesrates weitere 32 Mitglieder des Bundestages an; er hat damit insgesamt 48 Mitglieder. Sind die Voraussetzungen für den Zusammentritt des Gemeinsamen Ausschusses gegeben, so nimmt er die Aufgaben und Befugnisse des Bundestages und des Bundesrates einheitlich wahr. Auch die Feststellung des Verteidigungsfalles kann vom Gemeinsamen Ausschuss getroffen werden. Gesetze des Gemeinsamen Ausschusses werden durch Beschluss des Bundestages mit Zustimmung des Bundesrates aufgehoben; der Bundesrat kann verlangen, dass der Bundestag hierüber beschließt.
Die Aufhebung des Verteidigungsfalls bedarf der Zustimmung des Bundesrates. Dieser kann verlangen, dass der Bundestag hierüber beschließt.

#### Innerer Notstand
Im Falle eines inneren Notstandes, z. B. bei Naturkatastrophen oder bei Gefahr für den Bestand eines Landes oder des Bundes oder deren freiheitlich demokratischer Grundordnung, kann die Bundesregierung Streitkräfte zur Unterstützung der Polizeikräfte der Länder und der Bundespolizei beim Schutz von zivilen Objekten und bei der Bekämpfung organisierter und militärisch bewaffneter Aufständischer einsetzen. Ein Land kann in diesem Falle Polizeikräfte anderer Länder sowie Kräfte und Einrichtungen anderer Verwaltungen und der Bundespolizei anfordern. Die Bundesregierung kann die Polizei eines Landes und die Polizeikräfte anderer Länder ihren Weisungen unterstellen sowie Einheiten der Bundespolizei einsetzen, wenn das gefährdete Land nicht selbst zur Bekämpfung der Gefahr bereit oder in der Lage ist.
Der Einsatz von Streitkräften sowie die Unterstellung der Polizeikräfte der Länder unter die Weisungsbefugnis der Bundesregierung sind jederzeit einzustellen, wenn der Bundesrat es verlangt.

#### Gesetzgebungsnotstand
Scheitert eine Vertrauensfrage des Bundeskanzlers und löst der Bundespräsident den Bundestag nicht auf, so kann der Bundespräsident auf Antrag der Bundesregierung und mit Zustimmung des Bundesrates den Gesetzgebungsnotstand ausrufen, wenn die Vertrauensfrage mit einem Gesetzentwurf verbunden war. Gleiches gilt, wenn der Bundestag nach der Vertrauensfrage einen von der Bundesregierung als dringlich bezeichneten Gesetzentwurf ablehnt oder zu lange nicht behandelt.
Lehnt der Bundestag die Gesetzesvorlage nach Erklärung des Gesetzgebungsnotstandes erneut ab oder nimmt er sie in einer für die Bundesregierung als unannehmbar bezeichneten Fassung an, so gilt das Gesetz als zustande gekommen, soweit der Bundesrat ihm zustimmt. Das Grundgesetz kann durch dieses Verfahren weder geändert noch ganz oder teilweise außer Kraft oder außer Anwendung gesetzt werden.
Der Bundesrat wird hierdurch zu einem Notparlament, das die Handlungsfähigkeit der Minderheitsregierung sicherstellen soll. Der Bundestag kann jederzeit einen neuen Bundeskanzler wählen und damit den Gesetzgebungsnotstand beenden. Auch die übrigen Kompetenzen des Bundestages, wie z. B. das Einbringen und Verabschieden von Gesetzen, bleiben bestehen. Auf diese Weise können die über den Gesetzgebungsnotstand verabschiedeten Gesetze auch wieder außer Kraft gesetzt werden, falls sich eine konstruktive Mehrheit dafür im Bundestag findet.
In der Geschichte der Bundesrepublik ist der Gesetzgebungsnotstand noch nie ausgerufen worden.

### Sonstige Befugnisse und Rechte
Neben den konkreten Aufgaben und Zuständigkeiten, die das Grundgesetz dem Bundesrat zuweist, hat der Bundesrat eine Reihe von verfassungsrechtlichen Funktionen.

#### Wahl der Verfassungsrichter
Art. 93 GG sieht vor, dass die Richter des Bundesverfassungsgerichts je zur Hälfte vom Bundestag und vom Bundesrat gewählt werden. Die vom Bundesrat zu berufenden Richter werden gemäß § 7 BVerfGG aus dem Plenum mit mindestens zwei Dritteln der Stimmen gewählt. Wegen der erforderlichen Zweidrittelmehrheit ist die Wahl der Verfassungsrichter durch den Bundesrat nur möglich, wenn ein breiter Konsens im Plenum besteht. Kommt innerhalb einer zu bestimmenden Frist nach dem Ende der Amtszeit oder dem vorzeitigen Ausscheiden eines Richters eine Wahl seines Nachfolgers nicht zustande, kann durch ein Bundesgesetz (vgl. Art. 93 Abs. 2 Satz 3, Abs. 5 GG) vorgesehen werden, dass das Wahlrecht vom Bundestag wahrgenommen wird.

#### Organklage
Für die sich aus der Stellung als Verfassungsorgan ergebenden Streitigkeiten mit anderen Verfassungsorganen über den Umfang der gegenseitigen Rechte und Pflichten ist der Bundesrat zur Organklage vor dem Bundesverfassungsgericht befugt. Bisher hat der Bundesrat zweimal von dieser Möglichkeit Gebrauch gemacht:
Im ersten Fall war der Antrag gegen den Bundespräsidenten gerichtet, der das Gesetz über die Stiftung Preußischer Kulturbesitz vom 25. Juli 1957 entgegen der Auffassung des Bundesrates für nicht zustimmungsbedürftig hielt. Der Bundesrat hat die Klage jedoch zurückgenommen, nachdem das Bundesverfassungsgericht das Gesetz in einem Parallelverfahren für verfassungsmäßig bestätigt hat.
Im zweiten Fall wandte sich der Bundesrat gegen die Bundesregierung und deren „Apostillenverordnung“ vom 23. Februar 1966. Auch hier war die Zustimmungsbedürftigkeit strittig.

#### Kompetenzkontrollverfahren
Im Bereich der konkurrierenden Gesetzgebung hat der Bund die Gesetzgebungskompetenz zur Regelung bestimmter Lebenssachverhalte nur, wenn und soweit die Herstellung gleichwertiger Lebensverhältnisse im Bundesgebiet oder die Wahrung der Rechts- oder Wirtschaftseinheit im gesamtstaatlichen Interesse eine bundesgesetzliche Regelung erforderlich macht. Für Streitigkeiten über die Frage, ob diese Voraussetzungen vorliegen, ist der Bundesrat neben den Landesregierungen und den Länderparlamenten zur Klage vor dem Bundesverfassungsgericht befugt.

#### Präsidentenanklage
Der Bundesrat kann – ebenso wie der Bundestag – den Bundespräsidenten vor dem Bundesverfassungsgericht anklagen, wenn er der Auffassung ist, dass der Bundespräsident vorsätzlich das Grundgesetz oder ein anderes Bundesgesetz verletzt hat. Der von einem Viertel der Mitglieder des Bundesrates oder des Bundestages zu stellende Antrag bedarf zu seiner Annahme jeweils einer Zweidrittelmehrheit (Art. 61 GG). Das Bundesverfassungsgericht kann den Bundespräsidenten – im Wege der einstweiligen Anordnung auch bereits im laufenden Verfahren – des Amtes entheben. Seit Bestehen der Bundesrepublik Deutschland kam es noch zu keiner Präsidentenanklage.

#### Mitwirkung in Personalfragen
Der Bundesrat wirkt bei der Bestellung diverser Amtsträger und Organe des Bundes in verschiedener Intensität mit. Im Einvernehmen mit der Bundesregierung schlägt der Bundesrat nach § 7 BBankG die Hälfte der Mitglieder des Vorstandes der Bundesbank vor, nach § 379 Abs. 2 Nr. 2 SGB III benennt er drei Mitglieder der Gruppe der öffentlichen Körperschaften im Verwaltungsrat der Bundesagentur für Arbeit. Nach § 149 GVG bedürfen die Vorschläge des Bundesministers der Justiz für das Amt des Generalbundesanwalts und der Bundesanwälte der Zustimmung des Bundesrates. Weitere Nominierungsrechte beziehen sich auf den Finanzplanungsrat, die Rundfunkräte der Deutschen Welle und des Deutschlandfunks sowie den Beirat bei der Bundesnetzagentur.

## Organisation

### Präsident und Präsidium

Zusammensetzung des Bundesrats

Das Präsidium besteht aus dem Bundesratspräsidenten und zwei Vizepräsidenten. Nach Grundgesetz und Geschäftsordnung wählt der Bundesrat sein Präsidium jeweils für ein Jahr neu. Bereits im Jahre 1950 hat man sich mit der Königsteiner Vereinbarung auf eine Reihenfolge geeinigt, nach der diese repräsentativen Ämter besetzt werden sollen: Beginnend mit dem Land mit den meisten Einwohnern werden jeweils die Ministerpräsidenten der Länder in absteigender Reihenfolge ihrer Einwohnerzahlen zum Präsidenten gewählt. Aufgrund von Veränderungen in der Bevölkerungszahl wurde die Reihenfolge mehrfach angepasst, zuletzt am 12. Dezember 2013. Nach einem entsprechenden Schlüssel werden auch die Vizepräsidenten bestimmt. Präsident und Vizepräsidenten werden regelmäßig einstimmig gewählt. Sie treten ihr Amt jeweils zu Beginn des Geschäftsjahres am 1. November eines jeden Jahres an. Scheidet ein Ministerpräsident aus dem Amt, so gibt er auch sein Amt als Bundesratspräsident auf. Sein Nachfolger als Ministerpräsident folgt ihm auch ins Präsidium des Bundesrates nach. Auf diese Weise ist das Amt des Bundesratspräsidenten wechselnden Mehrheitsverhältnissen und parteipolitischen Diskussionen entzogen. Außerdem entspricht dies dem föderalen Prinzip, wonach jedes Land unabhängig von Größe oder Einwohnerzahl gleichrangig ist und den Präsidenten stellt. Der jährliche Staatsakt zum Tag der Deutschen Einheit am 3. Oktober wurde ebenfalls an den Präsidentschaftsturnus gekoppelt, so dass dieser jeweils von demjenigen Land, welches gerade den Bundesratspräsidenten stellt, ausgetragen wird – in der Regel in der jeweiligen Landeshauptstadt.
Der Präsident vertritt die Bundesrepublik Deutschland in allen Angelegenheiten des Bundesrates. Er ist die Oberste Dienstbehörde der Bundesratsbeamten und übt das Hausrecht aus. Das Präsidium ist für die Aufstellung des Haushaltes des Bundesrates verantwortlich.
Der Bundesratspräsident nimmt nach Art. 57 des Grundgesetzes die Aufgaben des Bundespräsidenten wahr, wenn dieser verhindert ist oder vorzeitig aus dem Amt scheidet. Während er als Bundespräsident amtiert, ist er an der Ausübung seines Amtes als Bundesratspräsident gehindert. Die Vizepräsidenten vertreten den Bundesratspräsidenten im Falle der Verhinderung jeweils nach Maßgabe ihrer Reihenfolge, also zuerst der erste und danach der zweite Vizepräsident.
Durch Beschluss des Bundesrates vom 8. Juni 2007 wurde die Zahl der Vizepräsidenten mit Beginn des Geschäftsjahres 2007/2008 von drei auf zwei verringert. In der Begründung heißt es unter anderem: Die „Verkleinerung des Präsidiums und Konzentration seiner Aufgaben ermöglicht eine Verstärkung der Kontinuität der Zusammensetzung des Präsidiums. Diese Neuerungen lassen positive Auswirkungen auf die Arbeit des Präsidiums und die Wahrnehmung des Bundesrates insgesamt erwarten.“

### Mitglieder und Stimmenverteilung auf die Länder
| Land                   | Einwohner  | Stimmen       | Einwohner pro Stimme | Regierungs- parteien | Bis  | Vorsitz |
| ---------------------- | ---------- | ------------- | -------------------- | -------------------- | ---- | ------- |
| Baden-Württemberg      | 11.280.257 | 6 █ █ █ █ █ █ | 1.840.043            | Grüne CDU            | 2026 | 2029    |
| Bayern                 | 13.369.393 | 6 █ █ █ █ █ █ | 2.228.232            | CSU FW               | 2028 | 2028    |
| Berlin                 | 3.755.251  | 4 █ █ █ █     | 938.813              | CDU SPD              | 2026 | 2034    |
| Brandenburg            | 2.573.135  | 4 █ █ █ █     | 643.284              | SPD BSW              | 2029 | 2036    |
| Bremen                 | 684.864    | 3 █ █ █       | 228.288              | SPD Grüne Linke      | 2027 | 2026    |
| Hamburg                | 1.892.122  | 3 █ █ █       | 630.707              | SPD Grüne            | 2030 | 2039    |
| Hessen                 | 6.391.360  | 5 █ █ █ █ █   | 1.278.272            | CDU SPD              | 2028 | 2031    |
| Mecklenburg-Vorpommern | 1.628.378  | 3 █ █ █       | 542.793              | SPD Linke            | 2026 | 2040    |
| Niedersachsen          | 8.140.242  | 6 █ █ █ █ █ █ | 1.356.707            | SPD Grüne            | 2027 | 2030    |
| Nordrhein-Westfalen    | 18.139.116 | 6 █ █ █ █ █ █ | 3.023.186            | CDU Grüne            | 2027 | 2027    |
| Rheinland-Pfalz        | 4.159.150  | 4 █ █ █ █     | 1.039.788            | SPD Grüne FDP        | 2026 | 2033    |
| Saarland               | 992.666    | 3 █ █ █       | 330.889              | SPD                  | 2027 | 2025    |
| Sachsen                | 4.086.152  | 4 █ █ █ █     | 1.021.538            | CDU SPD              | 2029 | 2032    |
| Sachsen-Anhalt         | 2.186.643  | 4 █ █ █ █     | 546.661              | CDU SPD FDP          | 2026 | 2037    |
| Schleswig-Holstein     | 2.953.270  | 4 █ █ █ █     | 738.318              | CDU Grüne            | 2027 | 2035    |
| Thüringen              | 2.126.846  | 4 █ █ █ █     | 531.712              | CDU BSW SPD          | 2029 | 2038    |
| Gesamt                 | 84.358.845 | 69            | 1.222.592            |                      |      |         |

1. ↑  Nächste erwartete Änderung gemäß regulärem Wahlturnus entsprechend dem jeweiligen Landeswahlgesetz und der darauf folgenden Regierungsbildung
2. ↑  Kalenderjahr der Präsidentschaft im Bundesrat, in dem diese mehrheitlich liegt; also Folgejahr des Präsidentschaftsbeginns

Der Bundesrat besteht aus Mitgliedern der Regierungen der Länder, die sie bestellen und abberufen. Sie können durch andere Mitglieder ihrer Regierungen vertreten werden (vgl. Art. 51 GG). Ein Mitglied des Bundesrates darf nicht gleichzeitig Mitglied des Deutschen Bundestages sein. Das Mitglied muss einen Sitz und eine Stimme in einer Landesregierung haben; dies sind die Ministerpräsidenten und Minister der Flächenländer sowie die Bürgermeister und Senatoren der Stadtstaaten. Auch Staatssekretäre können dem Bundesrat angehören, sofern sie Kabinettsrang haben. Hieraus ergeben sich auch die Termine der Änderungen der Sitzverhältnisse, sie fallen auf die Termine der Regierungsbildungen und Wahlen der Ministerpräsidenten der Länder und nicht auf den Termin der üblicherweise vorangegangenen Landtagswahlen.
Jedes Land kann so viele Mitglieder bestellen, wie es Stimmen hat. Die übrigen Mitglieder der Landesregierung werden üblicherweise als stellvertretende Mitglieder des Bundesrates benannt. Welches Regierungsmitglied ordentliches oder stellvertretendes Mitglied des Bundesrates wird, entscheidet jede Landesregierung selbst. Die stellvertretenden Mitglieder sind den ordentlichen Mitgliedern weitgehend gleichgestellt. Eine Gesamtzahl an ordentlichen Mitgliedern ist damit in der Verfassung nicht festgelegt, diese ergibt sich erst aus der aktuellen Anzahl und Einwohnerzahl der Bundesländer.
Die Anzahl der Stimmen für jedes Land ist nach seiner Einwohnerzahl gestaffelt, ohne diese jedoch proportional abzubilden:
- Jedes Land hat mindestens drei Stimmen,
- Länder mit mehr als zwei Millionen Einwohnern haben vier Stimmen,
- Länder mit mehr als sechs Millionen Einwohnern haben fünf Stimmen,
- Länder mit mehr als sieben Millionen Einwohnern haben sechs Stimmen.

Nach diesem System sind im Bundesrat derzeit insgesamt 69 Stimmen durch ordentliche Mitglieder vertreten. Die für Beschlüsse erforderliche absolute Mehrheit wird mit 35 Stimmen erreicht. Änderungen des Grundgesetzes sind nach Art. 79 Abs. 2 GG nur bei Zustimmung von zwei Dritteln der Mitglieder des Bundesrates möglich, also mindestens 46 Stimmen.
Die Stimmenverteilung soll einen Ausgleich zwischen Gleichbehandlung der Länder einerseits und summarisch exakter Repräsentation der Länderbevölkerungen andererseits schaffen. Kleine Länder erhalten im Verhältnis ein größeres Stimmgewicht. Größere Länder haben – bezogen auf ihre Einwohnerzahl – ein relativ geringeres Stimmgewicht im Bundesrat. Die vier größten Länder haben jeweils sechs Stimmen und können gemeinsam die für Grundgesetzänderungen erforderliche Zweidrittelmehrheit verhindern („Sperrminorität“). Sie stellen jedoch alleine nicht die Mehrheit aller Stimmen und können so auch keine Beschlüsse gegen die restlichen Länder bewirken.
Die Gesamtzahl der Stimmen und ihre Verteilung auf die Länder ist für die Abstimmungen im Plenum des Bundesrates wichtig, da ein Beschluss bereits von einer Stimme abhängig sein kann. Veränderungen in den Einwohnerzahlen wirken sich unmittelbar auf die Stimmenverteilung im Bundesrat aus, da das Grundgesetz keinen weiteren rechtsgestaltenden Akt vorsieht. Ein Über- oder Unterschreiten der Schwellenwerte ändert die Zusammensetzung des Bundesrates unmittelbar nach der amtlichen Feststellung und Bekanntgabe der Ergebnisse von Volkszählungen und Bevölkerungsfortschreibungen. In der Geschichte des Bundesrates hat sich die Stimmenverteilung bislang nur einmal durch Veränderung der Einwohnerzahl verändert: Am 18. Januar 1996 wurde durch das Hessische Statistische Landesamt festgestellt, dass Hessen zum Stichtag 31. August 1995 6.000.669 Einwohner hatte. Seit dem 18. Januar 1996 ist das Land daher mit fünf Stimmen im Bundesrat vertreten.
Die Mitglieder des Bundesrates sind zugleich Mitglieder ihrer Landesregierung und erhalten für ihre Tätigkeit im Bundesrat keine Vergütung. Reisekosten werden jedoch erstattet, und wie für alle Mitglieder gesetzgebender Körperschaften des Bundes besteht Anspruch auf freie Benutzung der Deutschen Bahn AG; derzeit wird ihnen eine Bahncard 100 First (Berechtigung zur freien Fahrt in der ersten Klasse innerhalb Deutschlands) zur Verfügung gestellt.

### Stimmenverteilung auf die Parteien

Zusammensetzung des Bundesrates

| #                                                          | Parteien                                                   | Länder |
| Kooperationen mit Zwei-Drittel-Mehrheit (mind. 46 Stimmen) | Kooperationen mit Zwei-Drittel-Mehrheit (mind. 46 Stimmen) | Kooperationen mit Zwei-Drittel-Mehrheit (mind. 46 Stimmen) |
| ---------------------------------------------------------- | ---------------------------------------------------------- | --- |
| 49                                                         | █                                                          | Baden-Württemberg · Berlin · Hamburg · Hessen · Niedersachsen · Nordrhein-Westfalen · Rheinland-Pfalz · Saarland · Sachsen · Sachsen-Anhalt · Schleswig-Holstein |
| 49                                                         | █                                                          | Baden-Württemberg · Berlin · Brandenburg · Hamburg · Hessen · Niedersachsen · Nordrhein-Westfalen · Saarland · Sachsen · Schleswig-Holstein · Thüringen          |
| 47                                                         | █                                                          | Baden-Württemberg · Berlin · Bremen · Hamburg · Hessen · Mecklenburg-Vorpommern · Niedersachsen · Nordrhein-Westfalen · Saarland · Sachsen · Schleswig-Holstein  |
| 47                                                         | █                                                          | Baden-Württemberg · Bayern · Berlin · Hamburg · Hessen · Niedersachsen · Nordrhein-Westfalen · Saarland · Sachsen · Schleswig-Holstein                           |
| Kooperation mit einfacher Mehrheit (mind. 35 Stimmen)      |                                                            | |
| 41                                                         | █                                                          | Baden-Württemberg · Berlin · Hamburg · Hessen · Niedersachsen · Nordrhein-Westfalen · Saarland · Sachsen · Schleswig-Holstein                                    |
| 37                                                         | █                                                          | Bayern · Berlin · Brandenburg · Hessen · Mecklenburg-Vorpommern · Saarland · Sachsen · Sachsen-Anhalt · Thüringen                                                |
| Kooperationen ohne Mehrheit                                |                                                            | |
| 34                                                         | █                                                          | Bayern · Berlin · Brandenburg · Hessen · Saarland · Sachsen · Sachsen-Anhalt · Thüringen                                                                         |
| 33                                                         | █                                                          | Bayern · Berlin · Brandenburg · Hessen · Mecklenburg-Vorpommern · Saarland · Sachsen · Thüringen                                                                 |
| 31                                                         | █                                                          | Berlin · Brandenburg · Hessen · Mecklenburg-Vorpommern · Saarland · Sachsen · Sachsen-Anhalt · Thüringen                                                         |
| 29                                                         | █                                                          | Bayern · Berlin · Hessen · Mecklenburg-Vorpommern · Saarland · Sachsen · Sachsen-Anhalt                                                                          |
| 26                                                         | █                                                          | Brandenburg · Bremen · Hamburg · Mecklenburg-Vorpommern · Niedersachsen · Rheinland-Pfalz · Saarland                                                             |
| 22                                                         | █                                                          | Baden-Württemberg · Bayern · Nordrhein-Westfalen · Schleswig-Holstein                                                                                            |

Diese Tabelle stellt mögliche Kooperationen im Bundesrat dar.
Von insgesamt 69 Stimmen werden 35 für eine Mehrheit, 46 für eine Zwei-Drittel-Mehrheit benötigt.
Gezeigt werden alle möglichen Kooperationen, die die zwei Kriterien der minimalen Gewinnkoalition erfüllen:
1. Jeder Partner der Kooperation trägt Stimmen bei.
2. Keine echte Teilmenge der Partner erreicht bereits die entsprechende Mehrheit.

Außerdem werden die größten Kooperationen ohne Mehrheit gezeigt. Kooperationen ohne Mehrheit werden nicht gezeigt, wenn schon eine echte Obermenge die einfache Mehrheit nicht erreicht.
Legende:

█ CDU/CSU
█ SPD
█ Grüne
█ Linke
█ FDP
█ FW
█ BSW
Die Parteien der Regierungskoalitionen der Länder, die die Bundesregierung (CDU/CSU und SPD) widerspiegeln, haben im Bundesrat 16 Stimmen: Drei CDU-SPD-Regierungen (13) in Hessen, in Berlin und in Sachsen, sowie die SPD-Alleinregierung (3) im Saarland.
Sämtliche restlichen 53 Stimmen fallen auf das neutrale Lager, da in jeder Landesregierung mindestens einer der zwei Partner der Koalition aus Union und SPD beteiligt ist.
Im Einzelnen sind dies die SPD mit den Grünen (9) in Niedersachsen und Hamburg, die CSU mit den Freien Wählern (6) in Bayern, die SPD mit den Linken (3) in Mecklenburg-Vorpommern, die SPD mit den Grünen und den Linken (3) in Bremen, die CDU mit BSW und SPD (4) in Thüringen, die SPD mit den Grünen und der FDP in Rheinland-Pfalz (4), die CDU mit den Grünen (16) in Nordrhein-Westfalen, in Baden-Württemberg und in Schleswig-Holstein, die SPD mit dem BSW (4) in Brandenburg und die CDU mit der SPD und der FDP (4) in Sachsen-Anhalt.
Für eine absolute Mehrheit (mindestens 35 Stimmen) muss die aktuelle Bundesregierung von CDU/CSU und SPD mit anderen Parteien zusammen arbeiten. Möglich ist aktuell eine Zusammenarbeit mit den Grünen (41 Stimmen) oder mit allen anderen Parteien (Linke, FDP, Freie Wähler und BSW, 37 Stimmen).
Für eine Zwei-Drittel-Mehrheit (mindestens 46 Stimmen) könnten Union und SPD mit den Grünen und einer weiteren Partei kooperieren, entweder mit der FDP (49 Stimmen), mit dem BSW (ebenfalls 49 Stimmen), mit den Linken (47 Stimmen) oder mit Freien Wählern (ebenfalls 47 Stimmen).
Durch die einheitliche Stimmabgabe reicht eine Regierungsbeteiligung einer Partei in einem Land aus, um die Stimmen des jeweiligen Landes „neutralisieren“ zu können. Dadurch kann, unabhängig von den Mehrheitsverhältnissen im Bundestag, aktuell keine Mehrheit gegen SPD oder CDU zustande kommen. Eine Mehrheit gegen die Grünen ist aktuell nur dann möglich, wenn alle anderen Parteien im Bundesrat kooperieren. Insgesamt hat die SPD Einfluss auf das Stimmverhalten von 47 Stimmen, die CDU auf 37 Stimmen, die Grünen auf 32 Stimmen, FDP und BSW auf jeweils 8 Stimmen, sowie CSU, Linke und Freie Wähler auf je 6 Stimmen.

### Ständiger Beirat
Die 16 Bevollmächtigten der Länder beim Bund bilden den Ständigen Beirat. Dieser tagt nicht öffentlich wöchentlich und unterstützt beratend das Präsidium insbesondere bei der Vorbereitung der Plenarsitzungen, bei Fristverkürzungsbitten der Bundesregierung sowie bei Verwaltungsaufgaben. An den Sitzungen nimmt auch ein Vertreter der Bundesregierung teil.
Die Bevollmächtigten der Länder beim Bund sind häufig politische Beamte im Rang eines Staatssekretärs und gehören organisatorisch zumeist zur Staatskanzlei des jeweiligen Landes.

### Ausschüsse
| - Ausschuss für Agrarpolitik und Verbraucherschutz (AV) - Ausschuss für Arbeit, Integration und Sozialpolitik (AIS) - Ausschuss für Auswärtige Angelegenheiten (AA) - Ausschuss für Fragen der Europäischen Union (EU) - Ausschuss für Familie und Senioren (FS) - Finanzausschuss (Fz) - Ausschuss für Frauen und Jugend (FJ) - Gesundheitsausschuss (G) - Ausschuss für Innere Angelegenheiten (In) - Ausschuss für Kulturfragen (K) - Rechtsausschuss (R) - Ausschuss für Umwelt, Naturschutz und Reaktorsicherheit (U) - Verkehrsausschuss (Vk) - Ausschuss für Verteidigung (V) - Wirtschaftsausschuss (Wi) - Ausschuss für Städtebau, Wohnungswesen und Raumordnung (Wo) |

Die Hauptarbeit des Bundesrates wird in den Ausschüssen geleistet. Ist eine Vorlage fachlich sehr umfangreich, so kann der entsprechende Ausschuss nach Geschäftsordnung zunächst einen Unterausschuss einberufen, der mit seiner Arbeit die fachlichen Votierungen für den eigentlichen Ausschuss vorbereitet. Ein Unterausschuss wird in der Regel mit Experten aus den Landesministerien besetzt.
Alle Vorlagen – mit wenigen Ausnahmen, wie Plenaranträge oder Vorlagen zur sofortigen Sachentscheidung – werden unabhängig davon, ob sie von der Bundesregierung, dem Bundestag oder einem Land stammen, zunächst in den Ausschüssen fachlich beraten, bevor sie zur Beschlussfassung dem Bundesratsplenum vorgelegt werden. Die Ausschüsse prüfen alle Vorlagen fachlich, beraten Änderungsanträge und bringen somit die Erfahrung und das Fachwissen der Länder, das diese bei der Ausführung der Gesetze oder Verordnungen erlangen, in das Bundesratsverfahren ein. Anders als im Bundesratsplenum hat jedes Land bei der Abstimmung im Ausschuss nur eine Stimme, d. h. einer Vorlage kann maximal mit 16 Stimmen zugestimmt werden. Werden gleich viele Stimmen für und gegen eine Vorlage abgegeben (Stimmengleichheit), so ist die Vorlage vom Ausschuss abgelehnt.
Der Bundesrat hat 16 ständige Ausschüsse, die im Wesentlichen die Zuständigkeiten der Bundesministerien widerspiegeln (vgl. nebenstehende Auflistung; in Klammern ist das Kürzel zur Kennzeichnung der den Ausschüssen zugewiesenen Drucksachen aufgeführt).
Die Gesamtzahl der Ausschüsse entspricht seit dem Jahr 1991 der Anzahl der Bundesländer. Auf diese Weise stellt jedes Land gleichberechtigt einen Ausschussvorsitz.
Von den auch als Fachausschüsse bezeichneten ständigen Ausschüssen des Bundesrates sind der Vermittlungsausschuss und der Gemeinsame Ausschuss abzugrenzen, da diese besonderen Aufgaben von Verfassungsrang haben und in anderer Besetzung zusammentreten.

#### Zusammensetzung
Jede Landesregierung sendet einen ständigen Vertreter in jeden Ausschuss, der dort nur eine Stimme hat. In der Regel werden die Fachminister der Länder formal auch zu Mitgliedern des Fachausschusses benannt. So werden z. B. die Innenminister der Länder in aller Regel zu Mitgliedern des Ausschusses für Innere Angelegenheiten, die Finanzminister zu Mitgliedern des Finanzausschusses benannt. In den Ausschuss für auswärtige Angelegenheiten und den Verteidigungsausschuss werden die Regierungschefs der Länder berufen. Diese werden daher auch als „politische Ausschüsse“ bezeichnet. Die Bestellung und Abberufung der Ausschussmitglieder obliegt der jeweiligen Landesregierung. Auf diese Weise werden die Länder in jedem Ausschuss durch ein Mitglied des Bundesrates, ein stellvertretendes Mitglied oder einen ständigen Vertreter vertreten. Nur wenige Ausschüsse tagen – wie etwa der Finanzausschuss – auf Ministerebene. Meist wird in „Beamtenbesetzung“ beraten. Durch die Teilnahme der Ministerialbeamten, die auch innerhalb einer Ausschusssitzung wechseln können, wird bis auf die Ebene einzelner Tagesordnungspunkte Expertenwissen in das Beratungsverfahren eingebracht. Sollte die Beratung einer Vorlage zu umfangreich oder zu fachlich sein, kann der jeweilige Ausschuss einen Unterausschuss einsetzen, der dem eigentlichen Ausschuss zuarbeitet.
In der folgenden Tabelle ist die aktuelle Sitzverteilung nach Regierungsbündnissen aufgeführt.
| Stand     | Union-Grüne | Union-SPD | Union-FW | SPD | SPD-Grüne | SPD-Linke | SPD-Linke-Grüne | SPD-FDP-Grüne | Union-SPD-FDP | SPD-BSW | CDU-BSW-SPD | GESAMT |
| --------- | ----------- | --------- | -------- | --- | --------- | --------- | --------------- | ------------- | ------------- | ------- | ----------- | ------ |
| 26.2.2025 | 16          | 13        | 6        | 3   | 9         | 3         | 3               | 4             | 4             | 4       | 4           | 69     |

In der folgenden Tabelle ist die Sitzverteilung nach Regierungsbündnissen aufgeführt. Diese zeigt immer den Stand zum Jahresende.
| Jahr | Union | Union-SPD | Union-Grüne | Union-FDP | Union-FW | Union-FDP-Grüne | Union-SPD-Grüne | Union-SPD-FDP | Union-BSW-SPD | SPD | SPD-Grüne | SPD-Linke | SPD-Linke-Grüne | SPD-FDP-Grüne | Union-SPD-FDP | SPD-Grüne-SSW | SPD-BSW |
| ---- | ----- | --------- | ----------- | --------- | -------- | --------------- | --------------- | ------------- | ------------- | --- | --------- | --------- | --------------- | ------------- | ------------- | ------------- | ------- |
| 2024 | —     | 13        | 16          | —         | 6        | —               | —               | 4             | 4             | 3   | 9         | 3         | 3               | 4             | 4             | —             | 4       |
| 2023 | —     | 4         | 21          | —         | 6        | —               | 8               | —             | —             | 3   | 9         | 3         | 7               | 4             | 4             | —             | —       |
| 2022 | —     | —         | 21          | —         | 6        | —               | 8               | —             | —             | 3   | 9         | 3         | 11              | 4             | 4             | —             | —       |
| 2021 | —     | 9         | 11          | 6         | 6        | 4               | 8               | —             | —             | —   | 3         | 3         | 11              | 4             | 4             | —             | —       |
| 2020 | —     | 12        | 11          | 6         | 6        | 4               | 12              | —             | —             | —   | 3         | —         | 11              | 4             | —             | —             | —       |
| 2019 | —     | 12        | 11          | 6         | 6        | 4               | 12              | —             | —             | —   | 3         | —         | 11              | 4             | —             | —             | —       |
| 2018 | —     | 16        | 11          | 6         | 6        | 4               | 4               | —             | —             | —   | 6         | 4         | 8               | 4             | —             | —             | —       |
| 2017 | 6     | 16        | 11          | 6         | —        | 4               | 4               | —             | —             | —   | 6         | 4         | 8               | 4             | —             | —             | —       |
| 2016 | 6     | 10        | 11          | —         | —        | —               | 4               | —             | —             | —   | 18        | 4         | 8               | 4             | —             | 4             | —       |
| 2015 | 6     | 18        | 5           | —         | —        | —               | —               | —             | —             | —   | 28        | 4         | 4               | —             | —             | 4             | —       |
| 2014 | 6     | 18        | 5           | —         | —        | —               | —               | —             | —             | 3   | 25        | 4         | 4               | —             | —             | 4             | —       |
| 2013 | 6     | 18        | 5           | 4         | —        | —               | —               | —             | —             | 3   | 25        | 4         | —               | —             | —             | 4             | —       |

#### Sitzungen und Beschlussfassung
Die Ausschüsse des Bundesrates tagen in nicht öffentlichen Sitzungen. Neben den Mitgliedern oder deren Beauftragten nehmen an den Sitzungen Mitarbeiter der Ausschussbüros teil, die den Ausschuss organisatorisch und im Hinblick auf die Rechtsförmlichkeit der Beratungsgegenstände unterstützen. Ferner haben die Mitglieder der Bundesregierung das Recht und auf Verlangen die Pflicht, an den Sitzungen des Bundesrates und seiner Ausschüsse teilzunehmen. Zu jedem Tagesordnungspunkt erfolgt zunächst eine zusammenfassende Berichterstattung durch ein Ausschussmitglied und sodann eine Aussprache, bei der auch Fragen an die Vertreter der Bundesregierung gestellt werden können. Liegen Änderungsanträge oder Stellungnahmen der Länder vor, wird zunächst hierüber abgestimmt, bevor in einer Schlussabstimmung über die Vorlage insgesamt abgestimmt wird. Die Abstimmungsfrage richtet sich hierbei nach dem Inhalt der Vorlage und nach dem Stand des Gesetzgebungsverfahrens. Bei Gesetzentwürfen werden über Stellungnahmen abgestimmt oder keine Einwendungen erhoben. Bei Gesetzen (z. B. im 2. Durchgang) kommen etwa Zustimmung, Einberufung des Vermittlungsausschusses, Einspruch oder Entschließungen in Betracht, bei Berichten der Bundesregierung hingegen könnte die Empfehlung auf Kenntnisnahme oder Stellungnahme lauten. Schlägt der Ausschuss eine Änderung oder Ablehnung der Vorlage vor, so ist dies zu begründen.
Die Ergebnisse der einzelnen Ausschussberatungen sind die Empfehlungen an den Bundesrat, die der jeweils federführende Ausschuss in einer Empfehlungsdrucksache (im Fachjargon auch „Strichdrucksache“) zusammenstellt.

### Gremien und Konferenzen
Der Bundesrat nimmt auch Aufgaben und Verpflichtungen auf internationaler Ebene wahr. Dazu zählen Beziehungen zu anderen Parlamenten, so gibt es z. B. eine ehemalige und zwei bestehende Freundschaftsgruppen:
- Deutsch-Französische Freundschaftsgruppe
- Deutsch-Polnische Freundschaftsgruppe
- Deutsch-Russische Freundschaftsgruppe (am 8. April 2022 aufgelöst)

Zudem wirken Mitglieder des Bundesrates in Gremien der Europäischen Union und in europäischen Netzwerken mit und nehmen an internationalen Konferenzen teil.

### Sekretariat
Auf der Grundlage der verfassungsrechtlich verankerten Geschäftsordnungsautonomie hat der Bundesrat ein Sekretariat eingerichtet, dem alle Bediensteten des Hauses angehören. Im Bundeshaushalt des Jahres 2009 sind für das Sekretariat insgesamt 195,5 Stellen (117 Planstellen für Beamtinnen und Beamte und 78,5 Stellen für Tarifbeschäftigte) und ca. 21,3 Mio. Euro an Haushaltsmitteln ausgebracht. Das Sekretariat hat die Aufgabe, als Parlamentsverwaltung die Arbeit des Bundesrates in personeller, organisatorischer und technischer Hinsicht zu unterstützen. Hierzu sind folgende Organisationseinheiten eingerichtet:
- Direktor und stellvertretender Direktor
- Präsidialbüro, Parlamentarische Beziehungen
- Parlamentsdienst, Parlamentsrecht
- Büros der Ausschüsse
- Presse und Öffentlichkeitsarbeit, Besucherdienst, Eingaben
- Informationstechnik
- Dokumentation
- Verwaltung
- Bibliothek
- Stenografischer Dienst

Nach seiner Stellung in der Behördenorganisation des Bundes ist das Sekretariat eine oberste Bundesbehörde, da es keiner anderen Bundesbehörde nachgeordnet ist.

## Arbeitsweise

### Einberufung des Plenums
Der Bundesrat tritt regelmäßig etwa alle drei bis vier Wochen, grundsätzlich freitags um 9:30 Uhr, zusammen. Der Sitzungsrhythmus wird unter Berücksichtigung des Sitzungskalenders des Deutschen Bundestages im Voraus festgelegt. Hierbei steht der Gedanke einer möglichst effizienten Arbeitsweise im Vordergrund. Da die Mitglieder des Bundesrates im Hauptamt Mitglieder ihrer Landesregierung sind, muss die zeitliche Belastung durch die Bundesratssitzungen möglichst gering gehalten werden. Auch unter Kostenaspekten sollten die Bundesratsberatungen, die für einen Großteil der Mitglieder mit erheblichem Reiseaufwand verbunden sind, so rationell wie möglich organisiert werden.
Neben diesen Wirtschaftlichkeitsüberlegungen ergibt sich aus den in der Verfassung verankerten Fristen im Gesetzgebungsverfahren (drei, sechs oder neun Wochen) die Notwendigkeit eines dreiwöchigen Sitzungsrhythmus. Aufgrund einer Vereinbarung zwischen dem Bundesrat und dem Deutschen Bundestag werden Gesetzesbeschlüsse des Bundestages dem Bundesrat terminlich so zugestellt, dass ihm die Beratungsfristen ungekürzt zur Verfügung stehen.
Der Präsident beruft den Bundesrat in der Regel mündlich am Ende einer jeden Plenarsitzung durch Bekanntgabe des nächsten Sitzungstermins ein. Förmlich erfolgt die Einberufung durch Übersendung bzw. Veröffentlichung der Tagesordnung. Nach Art. 52 Abs. 2 Satz 2 GG hat der Präsident das Plenum einzuberufen, wenn die Vertreter von mindestens zwei Ländern dies verlangen. Die Geschäftsordnung des Bundesrates hat in § 15 Abs. 1 diese Regelung insoweit erweitert, dass der Präsident den Bundesrat bereits einberufen muss, wenn ein Land dies verlangt. In der Praxis wird von diesem Einberufungsverlangen jedoch kein Gebrauch gemacht.

### Vorbereitung und Ablauf der Plenarsitzung

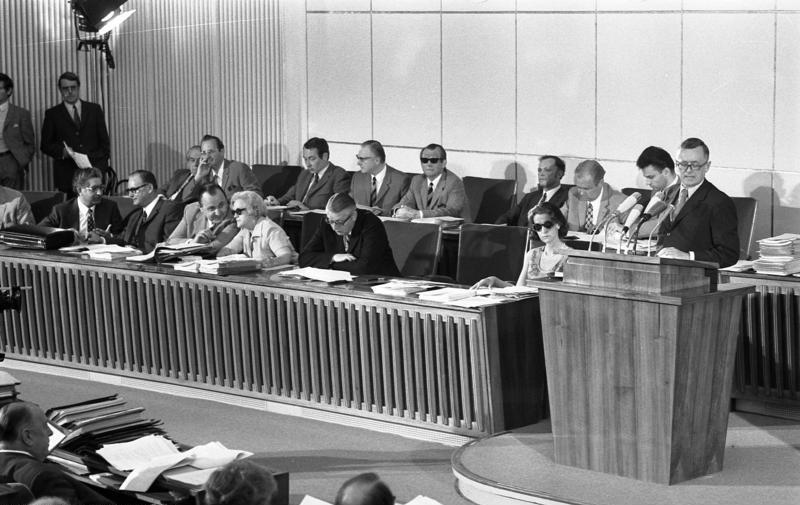
Plenarsitzung des Bundesrates (1971)

In der Woche vor der Plenarsitzung finden – neben der Koordinierung in den Ländern selbst, bei der sich die beteiligten Landesministerien auf ein einheitliches Abstimmungsverhalten einigen müssen – diverse Vorbesprechungen zwischen den Ländern auf unterschiedlichen Ebenen statt. So werden auf A- und B-Seite getrennte Besprechungen auf Beamtenebene durchgeführt, um sich politisch zu den vorgesehenen Themen zu positionieren und Verbündete zu finden. Am Mittwoch vor der Plenarsitzung wird in einer gemeinsamen Vorbesprechung mit Beamten der Landesvertretungen und den Bundesratsbeamten und am Nachmittag in der Sitzung des Ständigen Beirats der Ablauf der Plenarsitzung weitestgehend vorbereitet. Dabei werden die einzelnen Beratungsgegenstände besprochen und Probeabstimmungen durchgeführt. Landesanträge werden angekündigt, Redewünsche der Bundesratsmitglieder werden aufgenommen und die Reihenfolge und eine Zusammenfassung von Abstimmungen werden festgelegt. Unstrittige Vorlagen, denen nicht mehr als vier Länder widersprechen und die zumeist politisch weniger bedeutsam sind, werden in der sogenannten „Grünen Liste“ zusammengefasst, über die mit nur einer Abstimmung Beschluss gefasst wird.
Am Abend vor der Plenarsitzung finden in der Landesvertretung Rheinland-Pfalz sowie in der Vertretung eines unionsgeführten Landes (Gastgeberland rotiert) weitere nach A- und B-Seite getrennte Vorbesprechungen auf höchster politischer Ebene statt, an der die Ministerpräsidenten sowie die Mitglieder der Bundesregierung teilnehmen (sog. „Beck-Runde“ und „Merkel-Runde“). Hier werden letzte politische Absprachen in Bezug auf die Bundesratssitzung vorgenommen.
Am Plenartag findet um 9:00 Uhr eine nicht öffentliche Vorbesprechung im Plenum statt, um insbesondere letzte Abstimmungen und Organisatorisches zu regeln. Um 9:30 Uhr eröffnet der Präsident die Sitzung des Bundesrates. Er führt durch die Tagesordnung, die regelmäßig zwischen 50 und 80 Punkte umfasst. Nach Aufruf der jeweiligen Tagesordnungspunkte verweist er auf die schriftlich vorliegenden Ausschussempfehlungen (sogenannte „Strichdrucksachen“) und bittet um Wortmeldungen zur Aussprache. Redebeiträge werden oftmals zur Straffung der Sitzung zu Protokoll gegeben. Abschließend wird über die Ausschussempfehlungen und etwaige Länderanträge abgestimmt, bevor der nächste Tagesordnungspunkt aufgerufen wird.
Die Mitglieder der Bundesregierung haben das Recht und auf Verlangen des Bundesrates die Pflicht, an den Beratungen des Bundesrates teilzunehmen und Rede und Antwort zu einzelnen Beratungsgegenständen zu stehen. In der Praxis kam es noch nie zu einer förmlichen „Zitierung“. Vielmehr nehmen die Mitglieder der Bundesregierung ihr Rederecht im Plenum des Bundesrates freiwillig wahr, um für ihre Vorlagen zu werben.

### Arbeitsatmosphäre
Die Arbeitsweise des Bundesrates weicht stark von der Arbeitsweise des Bundestages ab. Während bei hitzigen Debatten im Bundestag Beifall, Zwischenrufe, lauter Protest, Lachen oder scharfe Angriffe auf den politischen Gegner normal sind, verlaufen die Plenarsitzungen des Bundesrates betont sachlich und in ruhigem, gemäßigtem Ton. Beifall und Missbilligungsäußerungen sind unerwünscht und galten lange Zeit sogar als stilwidrig.

### Stimmabgabe
Das Grundgesetz schreibt in Art. 51 Abs. 3 Satz 2 vor, dass die Stimmen eines Landes nur einheitlich abgegeben werden können. Dies bedeutet, dass alle einem Land zustehenden Stimmen gleich lauten müssen, also „Ja“, „Nein“ oder „Enthaltung“. Da für Beschlüsse mindestens die absolute Mehrheit der Stimmen (zurzeit 35 Stimmen), bei Grundgesetzänderungen auch eine Zweidrittelmehrheit erforderlich ist, werden bei den Abstimmungen nur die Ja-Stimmen gezählt. Damit wirken Enthaltungen nicht neutral, sondern wie Ablehnungen.

#### Einheitlichkeit
Im Bundesrat soll der Wille des Landes gegenüber dem Bund repräsentiert werden. Die Landesregierung muss sich also vor der Plenarsitzung des Bundesrates darüber einigen, wie sie sich zu jedem einzelnen Tagesordnungspunkt positioniert. Dies kann Koalitionsregierungen bei politisch umstrittenen Vorhaben stark belasten. In den meisten Koalitionsvereinbarungen ist jedoch geregelt, dass sich das Land bei unterschiedlichen Auffassungen zwischen den Regierungsparteien im Bundesrat der Stimme enthält.
In der Geschichte des Bundesrates kam es erst vier Mal zu einer uneinheitlichen Stimmabgabe. Im ersten Fall (1949) handelte es sich um ein Missverständnis, das noch in der Sitzung geklärt wurde. Im zweiten Fall (2002) handelte es sich um das Abstimmungsverhalten des Landes Brandenburg zum Zuwanderungsgesetz. Im dritten Fall (März 2024) handelte es sich um das Abstimmungsverhalten des Freistaates Sachsen zum Cannabisgesetz. Im vierten Fall (November 2024) handelte es sich um das Abstimmungsverhalten des Freistaates Thüringen zur Krankenhausreform. In seinem Urteil zum Zuwanderungsgesetz 2002 hat das Bundesverfassungsgericht u. a. die im Grundgesetz zum Ausdruck kommende Erwartung zur einheitlichen Stimmabgabe dahingehend konkretisiert, dass bei einem offensichtlichen Dissens zwischen den Mitgliedern eines Landes die Stimmen dieses Landes als ungültig zu werten sind. Dies wirkt sich wie eine Enthaltung bzw. eine Nein-Stimme aus.

#### Weisungsgebundenheit
Das Gebot der einheitlichen Stimmabgabe legt den Schluss nahe, dass die Mitglieder bei der Stimmabgabe nicht frei sind. Der Wortlaut des Grundgesetzes enthält in dieser Frage keine ausdrückliche Regelung. Allerdings lässt sich die Weisungsgebundenheit der Mitglieder aus diversen Fundstellen der Verfassung herleiten:
- Es sind nicht die Mitglieder, sondern die Länder, die nach Art. 50 durch den Bundesrat bei der Gesetzgebung des Bundes mitwirken.
- Art. 51 Abs. 2 spricht von den Stimmen, die jedes Land – und nicht etwa jedes Mitglied – hat. Nach Absatz 3 kann jedes Land so viele Mitglieder entsenden, wie es Stimmen hat. Wenn es aber auch weniger Mitglieder entsenden kann, aber trotzdem alle Stimmen einheitlich abgeben muss, so folgt daraus, dass die Stimmen den Willen des Landes – und nicht die des Mitglieds persönlich – repräsentieren.
- Für die Bundesratsmitglieder im Gemeinsamen Ausschuss und im Vermittlungsausschuss sieht Art. 53a Abs. 1 Satz 3 und Art. 77 Abs. 2 Satz 3 jeweils vor, dass diese nicht an Weisungen gebunden sind. Wenn diese „Ausnahmen“ schriftlich fixiert sind, lässt sich aus dem Umkehrschluss folgern, dass die Verfassung unausgesprochen vom Regelfall der Weisungsgebundenheit ausgeht.

Ferner lässt sich die Weisungsgebundenheit der Mitglieder aus den Diskussionen im Parlamentarischen Rat über das Modell des Bundesrates ableiten und sie entspricht langjähriger Übung, die auch höchstrichterlich bestätigt ist.

#### Stimmführerschaft
Die Stimmen werden im Bundesrat durch anwesende Mitglieder abgegeben. Da die Stimmen eines Landes nur einheitlich abgegeben werden können, einigen sich die Vertreter eines Landes in der Regel auf ein Mitglied, das für das Land abstimmt, den sogenannten Stimmführer. Dieser hat keine herausgehobene Position. Er hat lediglich das Landesvotum im Plenum zu vertreten. Die Stimmführerschaft kann während der Sitzung auf andere anwesende Mitglieder übertragen werden. Es genügt, wenn für ein Land ein stimmberechtigtes Mitglied anwesend ist; es ist nicht notwendig, dass so viele Mitglieder anwesend sind, wie das Land Stimmen hat.
Das Bundesverfassungsgericht hat 2002 entschieden, dass ein Mitglied des Bundesrates dem Stimmführer seines Landes widersprechen kann. In diesem Falle fällt die Stimmführerschaft in sich zusammen und das Land bringt seinen gespaltenen Abstimmungswillen zum Ausdruck, der wie eine ungültige Stimme wirkt.

#### Art der Abstimmung
Im Regelfall stimmen die Mitglieder des Bundesrates durch Handaufheben ab. Dabei zählt der Präsident die Stimmen aus, die die jeweiligen Stimmführer vertreten. Hierbei wird er vom Protokollführer und dem Direktor des Bundesrates unterstützt.
Auf Antrag eines Landes wird durch Aufruf der Länder abgestimmt. In diesen Fällen – etwa bei Änderungen des Grundgesetzes oder bei politisch umstrittenen Vorhaben – werden die Länder in alphabetischer Reihenfolge aufgerufen und die Stimme wird durch Zuruf des Stimmführers abgegeben. Die Stimmabgabe nach Länderaufruf wird im Sitzungsprotokoll vermerkt.

#### Veröffentlichung des Abstimmungsverhaltens
Seit 2018 veröffentlichen alle 16 Bundesländer ihr eigenes Abstimmungsverhalten vollständig, aber getrennt voneinander auf ihren Webseiten. Dem vorausgegangen war ein erfolgreicher Antrag nach dem Informationszugangsgesetz Sachsen-Anhalt (IZG LSA) im Jahr 2017 sowie eine Klage gegen das Land Hessen im Rahmen des Hessischen Umweltinformationsgesetzes (HUIG) im Jahr 2018. Antrag und Klage wurden initiiert von der gemeinnützigen Organisation Open Knowledge Foundation Deutschland, die sich u. a. für Transparenz einsetzt.
Zuvor begannen ab dem Jahr 2013 die Bundesländer, ihr eigenes Abstimmungsverhalten teilweise oder vollständig zu publizieren:
- Baden-Württemberg: Ministerpräsident Winfried Kretschmann teilte am 23. Oktober 2013 mit, dass Baden-Württemberg bei künftigen Sitzungen des Bundesrats sein jeweiliges Abstimmungsverhalten öffentlich bekannt machen wird.[39] Die Vertretung des Landes Baden-Württemberg beim Bund betreibt eine entsprechende Webseite.[40]
- Bayern: Die Veröffentlichung des Abstimmungsverhaltens des Freistaats Bayerns erfolgt im Bayerischen Rechts- und Verwaltungsreport, dem Informationsportal zum öffentlichen Recht und zur öffentlichen Verwaltung in Bayern.[41]
- Bremen: Der Senat der Freien Hansestadt Bremen veröffentlicht seit Juni 2015 auf der Internetseite der Bevollmächtigten beim Bund, für Europa und Entwicklungszusammenarbeit die Bundesratsbeschlüsse und das Abstimmverhalten der Freien Hansestadt Bremen zeitnah nach der Plenarsitzung des Bundesrates.[42]
- Nordrhein-Westfalen: Laut einer Mitteilung vom 8. Mai 2014 ist die Landesregierung bereit, den Hauptausschuss des Landtags in regelmäßigen Abständen darüber zu informieren, wie NRW zu „wesentlichen“ Themen im Bundesrat abgestimmt hat. Auf Nachfrage von Abgeordneten hin werde die Regierung darüber hinaus auch das angefragte Abstimmungsverhalten der Landesregierung bei anderen im Bundesrat beratenen Themen offenlegen.[43]
- Saarland: Am 10. Juli 2015 kündigte die Saarländische Landesregierung an, ihr Abstimmungsverhalten im Bundesrat künftig umfassend veröffentlichen zu wollen.[44]
- Sachsen: Die Sächsische Staatskanzlei betreibt eine eigene Webseite zur Dokumentation der Bundesratssitzungen. Das Abstimmungsverhalten Sachsens wird nur bei ausgewählten Tagesordnungspunkten offengelegt.[45]

## Stellung des Bundesrates
Die Stellung des Bundesrates im Machtgefüge der Bundesrepublik Deutschland, also insbesondere das Verhältnis zum Deutschen Bundestag und zur Bundesregierung, ist abhängig von den parteipolitischen Mehrheitsverhältnissen im Bund einerseits und in den Ländern andererseits. Dieses Machtgefüge wandelt sich möglicherweise von Wahl zu Wahl. Sowohl im Deutschen Bundestag als auch im Bundesrat sind Politiker vertreten, die im Regelfalle einer Partei angehören und deren politischen Willen vertreten. Insofern wirken sich die parteipolitischen Machtverhältnisse in den Ländern auf die Machtverhältnisse des Bundes aus. Die Interessen der 16 Länder sind nicht immer deckungsgleich mit den Mehrheiten im Deutschen Bundestag und damit den Interessen des Bundes. Herrschen im Bund die gleichen politischen Kräfte wie im Bundesrat vor, so wird der Bundesrat die Vorhaben des Bundes häufiger mittragen als bei unterschiedlichen Kräfteverhältnissen. Aufgrund der unterschiedlichen Wahlperioden und Wahltermine im Bund und den Ländern können sich die politischen Mehrheiten im Bundesrat ständig verändern, während die Zusammensetzung des Bundestages in einer Legislaturperiode von vier Jahren zumeist konstant bleibt.
Der Bundesrat soll zum Ausgleich der Interessen und Kräfte von Bund und Ländern dienen.
Seit Bestehen der Bundesrepublik Deutschland ist die Frage nach dem Ausmaß des Einflusses des Bundesrates auf die Bundespolitik und damit des parteipolitischen Einflusses immer wieder Gegenstand politischer Diskussionen. Dies ist verstärkt in solchen Zeiten der Fall, in denen im Bundesrat die Mehrheit von den Oppositionsparteien des Deutschen Bundestages dominiert wird. Die Polarisierung nach den beiden großen parteipolitischen Linien hat sich in den 1970er Jahren mit der Abgrenzung zwischen A-Ländern und B-Ländern auch sprachlich etabliert, als der sozial-liberalen Koalition im Deutschen Bundestag erstmals eine absolute Mehrheit der Opposition im Bundesrat gegenüberstand. Die Zeiten, in denen die Regierungsparteien im Bund auch über eine Mehrheit im Bundesrat verfügten, waren seit 1969 nicht die Regel, sondern eher die Ausnahme.
Bei unterschiedlichen Mehrheiten kann der Bundesrat zustimmungsbedürftige Gesetze aus parteipolitischem Kalkül blockieren und auf diese Weise ganze „Reformvorhaben“ der Regierungskoalition stoppen. Vereinzelt wurden bereits Gesetze in einen zustimmungsfreien und einen zustimmungsbedürftigen Teil aufgespalten – so etwa beim zustimmungsfreien Lebenspartnerschaftsgesetz und beim zustimmungsbedürftigen Lebenspartnerschaftsergänzungsgesetz.
Unter anderem um die Blockademöglichkeiten des Bundesrates zu begrenzen und dadurch die Effizienz des gesetzgeberischen Handelns des Bundes zu steigern, beschlossen der Bundesrat und der Deutsche Bundestag am 17. Oktober 2003, eine Föderalismuskommission einzusetzen, die Vorschläge für eine umfassende Reform der Kompetenzen von Bund und Ländern erarbeiten sollte. Erste Ergebnisse der Kommission flossen in das Gesetz zur Änderung des Grundgesetzes (BGBl. 2006 I S. 2034) und das Föderalismusreform-Begleitgesetz (BGBl. 2006 I S. 2098) ein. Der Versuch die Zahl der zustimmungspflichtigen Gesetze zurückzudrängen, ist jedoch nur in geringem Umfang erfolgreich gewesen.
Änderungen des Grundgesetzes, die die grundsätzliche Mitwirkung der Länder bei der Gesetzgebung berührten, sind nach Art. 79 Abs. 3 GG unzulässig. Dass es gerade die Landesregierungen sein müssen, durch die die Länder über den Bundesrat an der Gesetzgebung des Bundes teilnehmen, fällt aber nicht unter diese Unabänderlichkeitssperre.

## Sitz

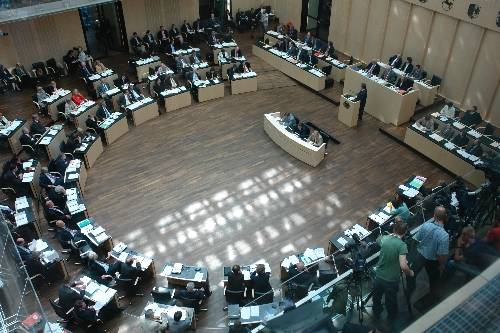
Plenarsaal des Bundesrates

Der Bundesrat – nur bis Ende 1952 offiziell mit der Bezeichnung Deutscher Bundesrat, danach nicht mehr – hat seit dem Jahr 2000 seinen Sitz im Bundesratsgebäude, dem ehemaligen Gebäude des Preußischen Herrenhauses, in Berlin-Mitte und eine Außenstelle im Nordflügel des Bundeshauses in Bonn.
Im Plenarsaal nehmen die Mitglieder des Bundesrates in 16 Sitzblöcken hufeisenförmig Platz. Jedem Land steht ein Block mit je sechs Sitzplätzen zur Verfügung. An der Stirnseite des Plenarsaales etwas erhöht ist der Platz des Präsidiums, das die Sitzung leitet. Vor diesem steht das Rednerpult, davor wiederum sitzen die Stenografen. Vom Präsidium aus gesehen rechts ist die Bank für Mitglieder der Bundesregierung und ihrer Beauftragten. Zur Linken des Präsidiums sitzen Mitarbeiter des Bundesrates. Die Plätze sind in alphabetischer Reihenfolge der Ländernamen angeordnet: Vom Präsidium aus rechts außen sitzen die Bundesratsmitglieder Baden-Württembergs, links außen schließlich diejenigen aus Thüringen.
An den Seiten und an der Rückwand des Saales befinden sich Sitzplätze für Beauftragte der Länder und des Bundes. Schließlich befinden sich oberhalb des Saales an den Seitenwänden die Pressetribünen und an der Rückseite die Besuchertribüne. Oberhalb des Präsidiums sind an der Stirnwand die Länderwappen in alphabetischer Reihenfolge der Länder angebracht.

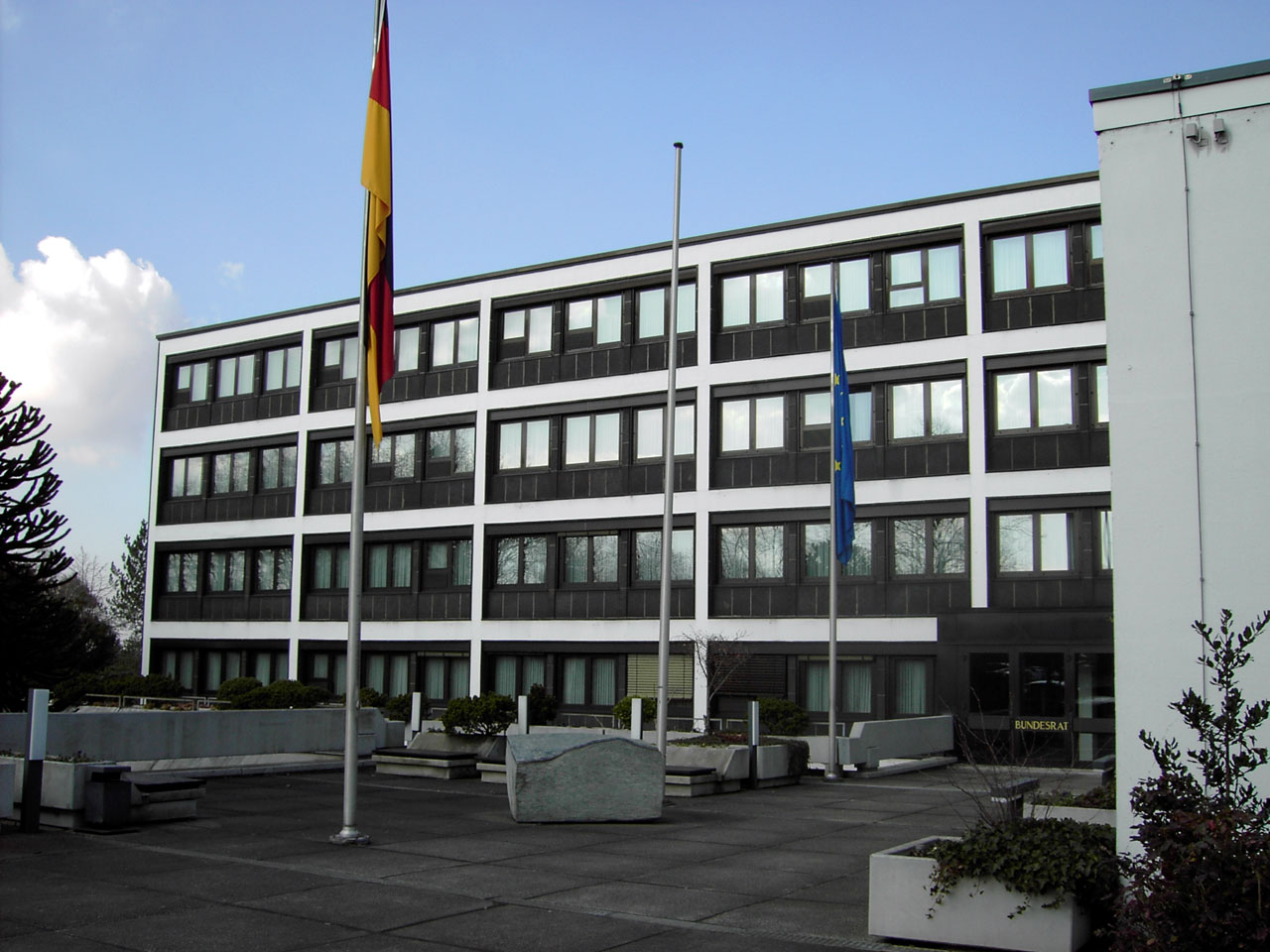
Bundesratsgebäude in Bonn-Gronau (Außenstelle)

Von der Gründung der Bundesrepublik Deutschland im Jahr 1949 an bis zum Umzug im Sommer 2000 nach Berlin war der Bundesrat im eigens für ihn errichteten Nordflügel des Bundeshauses in Bonn ansässig. Als Plenarsaal diente die baulich angebundene ehemalige Aula der Pädagogischen Akademie, in der schon 1948/49 der Parlamentarische Rat das Grundgesetz erarbeitet hatte. In der Zeit Bonns als Sitz des Bundesrats fanden zudem zwischen dem 16. März 1956 und dem 23. Oktober 1959 insgesamt acht Plenarsitzungen im damaligen West-Berlin im Rathaus Schöneberg statt. In der heutigen Außenstelle Bonn haben die Büros folgender Fachausschüsse ihren Sitz: Ausschuss für Verteidigung, Ausschuss für Auswärtige Angelegenheiten, Ausschuss für Agrarpolitik und Verbraucherschutz, Ausschuss für Umwelt, Naturschutz und Reaktorsicherheit, Ausschuss für Fragen der Europäischen Union und Ausschuss für Kulturfragen. Sie tagen im Bedarfsfall in Bonn, wenn nicht zeitgleich der Deutsche Bundestag seine Ausschuss- und Plenarwoche hat.